# カタルーニャ語圏

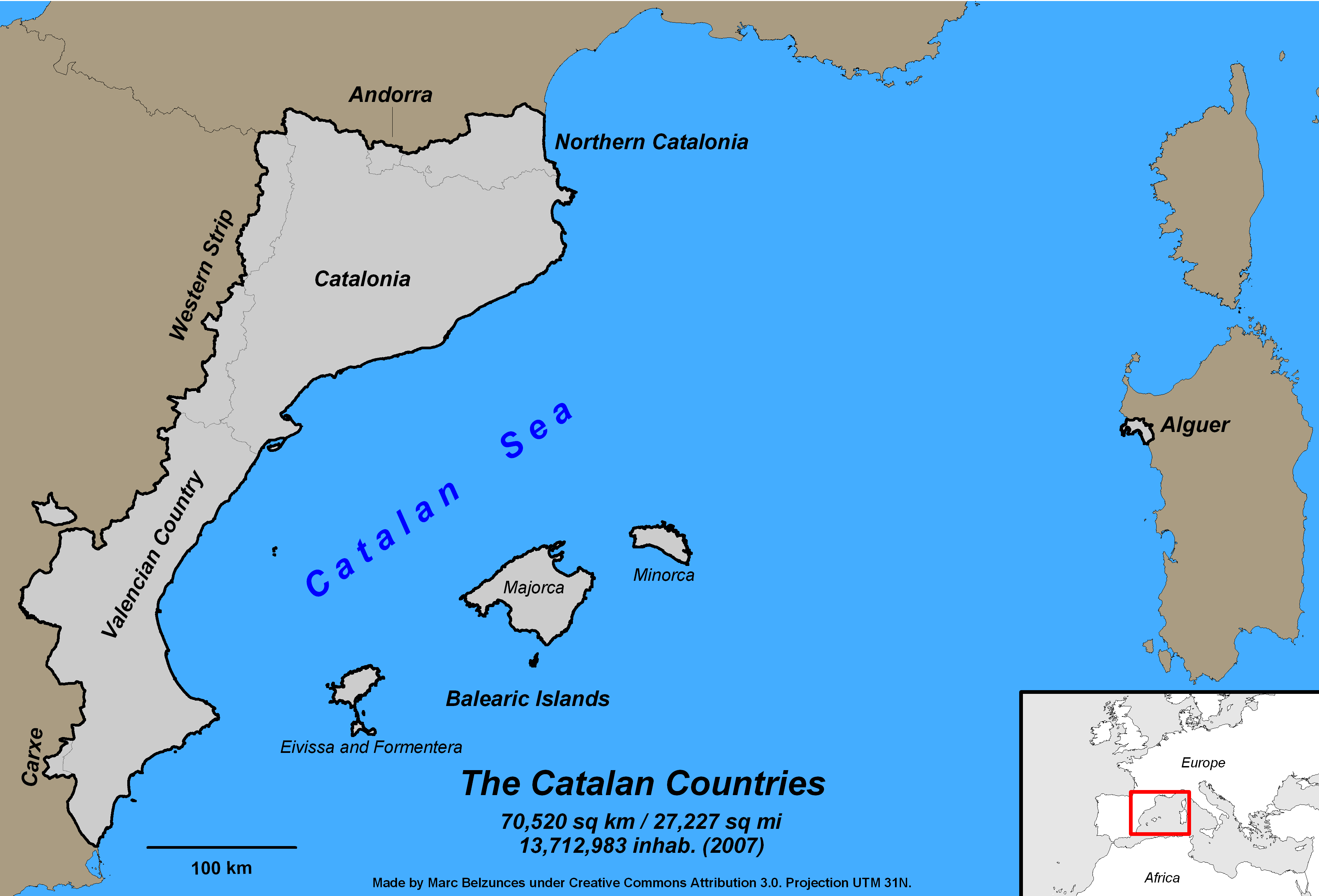
カタルーニャ語圏

カタルーニャ語圏（カタルーニャごけん、カタルーニャ語: Països Catalans、スペイン語: Países Catalanes、フランス語: Pays catalans）は、カタルーニャ語が話される地域の総称。かつては文化的・語学的な意味合いで、カタルーニャ語を話す地域を「国」とみなすため用いられたが、やがて「カタルーニャはスペインからもフランスからも独立した存在であり、カタルーニャ語を話す地域の統一を目指す」という政治的な汎カタルーニャ主義を帯びるようになった。
この地域における最大都市はバルセロナである。スペイン、フランスの国境をなすピレネー山脈が北に走る。かつてのカタルーニャ君主国（スペインのカタルーニャ自治州と、北カタルーニャとも呼ばれるフランスのピレネー＝オリアンタル県の約95%）、小国家アンドラ、バレアレス諸島、アラゴン州のラ・フランハ地方、バレンシア州、サルデーニャ島のコムーネであるアルゲーロも含む。